# Hyperfläche

Hyperfläche des dreidimensionalen Raumes

In der Mathematik bezeichnet man geometrische Objekte der Kodimension 1 als Hyperflächen.
Die namengebenden Spezialfälle sind alle gebogenen oder ebenen Flächen im dreidimensionalen Raum und Hyperebenen, also {\displaystyle n}-dimensionale Ebenen in einem {\displaystyle (n+1)}-dimensionalen affinen Raum. Auch Kurven in einer Ebene sind formal Hyperflächen.

## Hyperflächen in unterschiedlichen mathematischen Disziplinen

### Differentialgeometrie
In der Differentialgeometrie ist eine Hyperfläche eine Untermannigfaltigkeit der Kodimension 1.
Beispiele:
- Die {\displaystyle n}-Einheits-Sphäre

{\displaystyle S^{n}=\{x\in \mathbb {R} ^{n+1}\mid \|x\|=1\}\subset \mathbb {R} ^{n+1}.}
- Ist {\displaystyle f} eine differenzierbare Funktion auf einer Mannigfaltigkeit {\displaystyle M} und {\displaystyle c} kein kritischer Punkt von {\displaystyle f}, so ist {\displaystyle f^{-1}(c)} eine Hyperfläche in {\displaystyle M}.

### Algebraische Geometrie
In der algebraischen Geometrie versteht man unter einer Hyperfläche ein durch eine einzige (homogene) Gleichung definiertes Unterschema des affinen oder projektiven Raumes. Über einem Körper hat jedes abgeschlossene Unterschema, das reine Kodimension 1 hat und keine eingebetteten Komponenten besitzt – also jeder effektive Divisor –, diese Form.